# Lina Mittner
Lina Mittner-Simmen (Chur, 10 februari 1919 - aldaar, 25 februari 2013) was een Zwitserse alpineskiester. Zij nam deel aan de Olympische Winterspelen van 1948.

## Belangrijkste resultaten

### Olympische Winterspelen
| Jaar | Plaats       | Discipline  | Onderdeel      | Resultaat |
| ---- | ------------ | ----------- | -------------- | --------- |
| 1948 | Sankt Moritz | alpineskiën | afdaling (v)   | 5e        |
| 1948 | Sankt Moritz | alpineskiën | combinatie (v) | 14e       |